# Framsden
Framsden – wieś w Anglii, w hrabstwie Suffolk, w dystrykcie Mid Suffolk. Leży 15 km na północ od miasta Ipswich i 120 km na północny wschód od Londynu.